# Tomentella microspora
Tomentella microspora är en svampart som först beskrevs av Petter Adolf Karsten, och fick sitt nu gällande namn av Höhn. & Litsch. 1906. Tomentella microspora ingår i släktet Tomentella,  och familjen Thelephoraceae.   Inga underarter finns listade.